# Dorothea Becker
Dorothea Becker (* um 1535 in Kirchhundem; † im Mai 1609 in Bilstein) wurde aufgrund ihrer Standhaftigkeit vom Vorwurf, eine Hexe zu sein, freigesprochen.

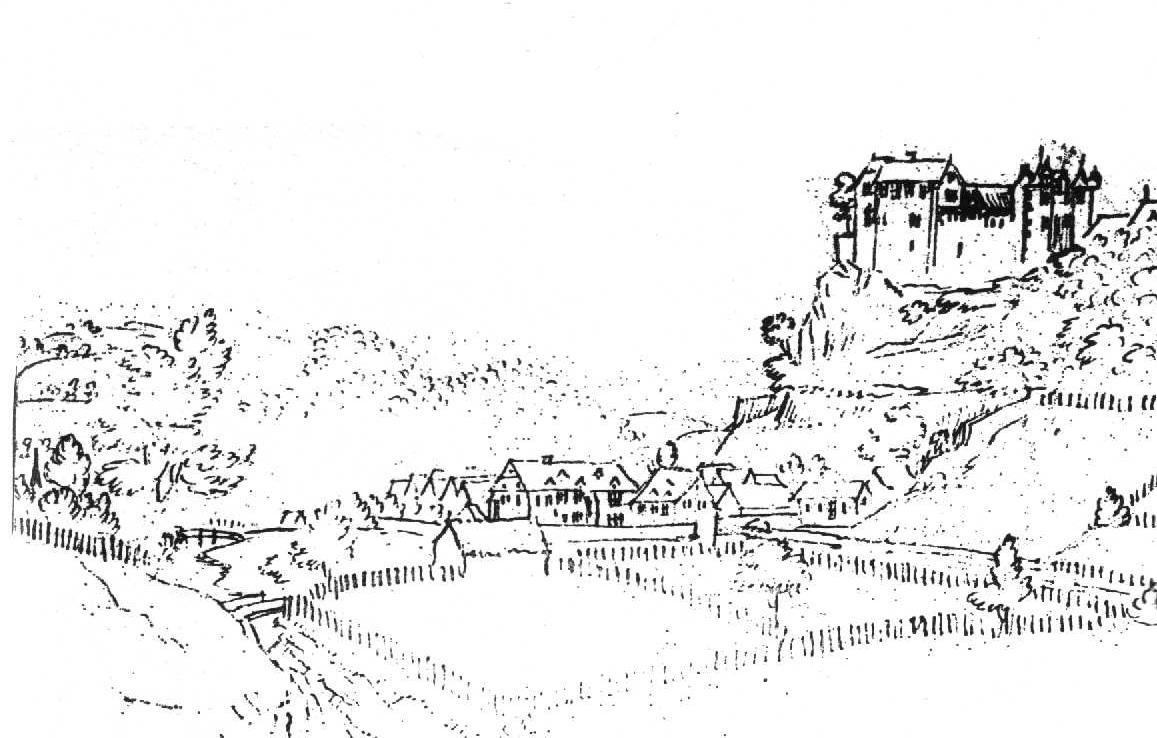
Bilstein um 1730. Zeichnung von Renier Roidkin

## Herkunft
Dorothea Becker entstammt einer alten Kirchhundemer Familie, die bereits 1462 urkundlich nachweisbar ist. Die Wohlhabenheit der Familie wird aus dem Schatzungsregister von 1536 ersichtlich. Hans Becker, der Vater Dorotheas, hatte mit vier Gulden den zweithöchsten Steuerbetrag des Dorfes zu entrichten. Das entsprach fast 1/7 des Steuereinkommens der insgesamt 24 Abgabepflichtigen. Wann die Eltern geheiratet haben, ist nicht bekannt. Anzunehmen ist, dass ihre Eheschließung um 1530 war. Dorotheas Mutter war Ottilia N., sie ist 1575 gestorben. Hans Becker war 1565 schon verstorben. Im Schatzungsregister dieses Jahres steht an seiner Stelle der Name seiner Witwe. Die Familie Becker stand in der Leibeigenschaft des Herrn von Plettenberg zu Engstfeld. Hieraus entlassen wurden 1567 bis 1570 neben Dorothea ihre Schwestern Gertrud, Agnes und Stine, die allesamt mit im Amt Bilstein ansässigen Freibauern verheiratet waren. Außer den genannten Schwestern hatte Dorothea noch zwei Brüder, Adolf und Jost. Adolf Becker übernahm das elterliche Erbe in Kirchhundem; Jost erscheint später in Kirchhundem als Jost Kopmann (Kaufmann), was darauf hindeutet, dass er in eine Familie Kaufmann eingeheiratet hat, die unter diesem Namen im Schatzregister von 1565 allerdings noch nicht erscheint.
Um 1560 heiratete Dorothea Becker Franz Abhardt (in der Literatur auch teilweise von der Hardt genannt), den Sohn des Bilsteiner Richters Martin Abhardt. Aus der Ehe gingen sechs Kinder hervor: Valentin, Eberhard, Friedrich, Elisabeth, Gertrud und Dorothea. Ihr Mann zählte in den 1560er Jahren zu den Bilsteiner Gerichtsschöffen, 1570 bezeichnete er sich erstmals als Richter, in dieser Funktion war er zunächst neben dem älteren Richter Valentin Landknecht tätig, der bis 1576 im Amt war. Der Bilsteiner Amtsdrost Kaspar von Fürstenberg nahm Franz Abhardt außerdem 1572 als Amtsschreiber an. Neben diesen öffentlichen Ämtern verstand es Franz Abhardt, seinen privaten Besitz durch Geld- und Grundstücksgeschäfte zu vermehren.

## Vorwurf der Zauberei

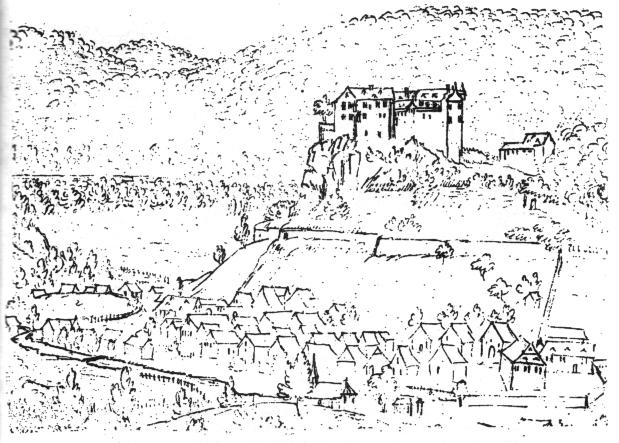
Bilstein um 1730. Zeichnung von Renier Roidkin.

1575 geriet Dorothea Becker in den Verdacht der Zauberei. Johann Fronen aus Saalhausen, mit dem sie 1570 Streit wegen einer Geldforderung hatte und der selbst wegen angeblicher Zauberei inhaftiert und der Folter ausgesetzt war, bezichtigte Dorothea als „Teilnehmerin der Zauberschaft, zu Ritten durch die Luft, Hexentänzen“ usw. Diese Anschuldigungen widerrief er zwar vor Gericht, am 3. Juni 1575 wurde er schließlich hingerichtet. Dorothea war nun bestrebt, sich durch ein gerichtliches Verfahren vom im Raum stehenden Vorwurf der Zauberei zu befreien. In einer Bittschrift setzten sich ihr Bruder Adolf, ihr Schwager Heinrich Stamm aus Emlinghausen und ihr Gatte Franz beim Drosten Kaspar von Fürstenberg für sie ein.
In einem darauf angesetzten Verhandlungstag verhielt sich Richter Valentin Landknecht merkwürdig. Er verlangte von den geladenen Zeugen eine eidliche Beurkundung, dass Dorothea unschuldig sei, anstatt ihnen die vorgeschriebene Frage zu stellen, ob sie an ihre Unschuld glaubten. Da die Zeugen aus eigener Wissenschaft den Eid nicht leisten konnten, blieb die Verhandlung ergebnislos. Dorotheas Fürsprecher beschwerten sich bei Kaspar von Fürstenberg und erreichten, dass an Stelle des Richters Valentin Landknecht der Attendorner Geograf Eberhard Halffinner die Leitung des Verfahrens erhielt. Beim nunmehr angesetzten Verhandlungstermin am 19. Juli 1575 beeidete Dorothea Becker ihre Unschuld und ihre Nachbarn den Glauben an die Wahrheit ihres Eides. Daraufhin erkannte das Gericht, dass sich Dorothea von der Beschuldigung des hingerichteten Johann Fronen und von bösem Geschwätz nach Gebühr des kanonischen Rechts gereinigt habe und stellte das Documentum purgationis aus.

## Neue Vorwürfe und Gerüchte

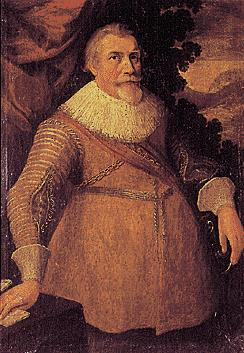
Kaspar von Fürstenberg

Trotz der Reinigung vom Vorwurf der Zauberei blieb Dorothea Becker offenbar weiterhin im Gerede ihrer Mitmenschen. Zeugnis dafür ist ein Prozess, den sie 1587 gegen Cord Knopen, den Schneider Kaspars von Fürstenberg führte, weil dieser sie mit Scheltworten der Zauberei beschuldigt habe. Am 9. September 1587 hielt Kaspar von Fürstenberg in der Angelegenheit Gericht, ein Urteil ist allerdings nicht überliefert. Ein Teil der Gerüchte drehte sich um den Tod der Ehefrau Kaspars von Fürstenberg, die am 1. Juni 1587 im Alter von 40 Jahren fünf Monate nach der Geburt ihres achten Kindes gestorben war. Es ging das Gerücht, die „Richtersche“ (d. i. Dorothea Becker) habe Kaspars Frau vergiftet. Kaspar von Fürstenberg scheint in Bezug auf diese Gerüchte zunächst sehr zurückhaltend reagiert zu haben.
1590 kam es im Amt Bilstein zum ersten massiven Ausbruch des Hexenwahnes. In diesem Jahr wurden 28 Personen wegen Hexerei angeklagt, im darauffolgenden acht und 1592 elf. Bei unter Folter gemachten Aussagen bezichtigte Greta uf dem Hufgen aus Silberg im Jahr 1590 Dorothea Becker und ihre Schwester Agnes Stamm aus Emlinghausen der Zauberei. Auch Hans Totter aus Silberg beschuldigte unter gleichen Umständen Dorothea Becker als Zauberin. Bei einer Gegenüberstellung von Hans Totter mit den beiden Frauen am 19. Juni 1590 blieb dieser bei seinen Beschuldigungen. Am 16. Juli 1590 wurde Agnes Stamm in Bilstein inhaftiert und einen Tag später peinlich verhört. Am 30. Juli 1590 ist sie wahrscheinlich am Richtplatz beim Alten Feld bei Kirchhundem zusammen mit einer anderen als Zauberin verurteilten Frau verbrannt worden.
Dorothea war auf Anraten ihrer Verwandten nach der Verhaftung ihrer Schwester von Bilstein zu ihrem in Welschen Ennest wohnenden Sohn Friedrich gegangen. Das wurde ihr allerdings negativ ausgelegt. Am 31. August 1590 verlangte Kaspar von Fürstenbergs Schwiegermutter in einem „heßlichen unbedechtigen brief“, die Hinrichtung der „ausgewichenen richterschen zu Bilstein“. Damit ist der Bogen geschlagen zu dem Gerücht über die Vergiftung von Kaspars Ehefrau.
Eine weitere der Zauberei wegen angeklagte Person, Anna Kromen aus Benolpe, bezichtigte im September 1590 unter den Qualen der Folter Dorothea Becker, mit der Kuisischen zu Viedermule (Wirme) und Agatha Stammes einen Plan geschmiedet zu haben, um die Drostin und den Drosten zu vergiften. Aufgrund dieser Aussage wurde Dorothea Becker offenbar festgenommen.

## Trotz Folterqualen standhaft geblieben
Am 3. November 1590 wurden Dorothea Becker und ihre Nichte erstmals peinlich verhört. Aber auch unter der Folter bekannten beide nichts. In diesem Hexenprozess gegen Dorothea Becker (Dorothea ab Hardt) tritt Henneke von Essen als Hexenrichter in Kaspar von Fürstenbergs Tagebüchern auf. Am 20. November 1590 stand Dorothea zusammen mit Anne Schwermer und Jacob Faust aus Rahrbach vor dem Bilsteiner Halsgericht. Letzterer wurde zum Tode verurteilt, Anne Schwermer freigesprochen, für Dorothea aber zur Beantwortung der Befragungspunkte ein neuer Gerichtstermin angesetzt. Am 22. Dezember 1590 stand sie erneut vor Gericht und wurde befragt. Im Januar 1591 wurde in der Angelegenheit durch die Räte des Amtes der Anwalt Dietrich Rodinghausen eingesetzt. Er versuchte, mit allen Mitteln eine schärfere Folter Dorotheas zu erreichen. Ein scharfsinniger, namentlich nicht bekannter Jurist, der mit Dorotheas Verteidigung beauftragt war, wusste dies allerdings zu verhindern. Anfang April 1591 wandte sich Dorothea Becker mit Bitte um Freilassung an Kaspar von Fürstenberg und bot an, sich außer Landes an einen anderen Ort zu begeben. Doch der Freilassung standen neue Zeugenaussagen im Weg. Anna Wulfrodt aus Olpe, die als Zauberin gefangen gehalten wurde, bezichtigte Dorothea und ihre Schwester Gertrud Schmand aus Kirchhundem in Verhören am 3. August und 4. September 1591 der Zauberei. Auch bei einer Gegenüberstellung mit Dorothea am 10. September 1594 blieb sie bei ihrer Aussage. Eine weitere Zeugin war Anna, die Ehefrau von Hans Eberdts aus Kruberg. Sie gab an, Dorothea vor ungefähr sechs Jahren bei dem Wegekreuz zwischen Bilstein und Benolpe auf dem Tanzplatz zweimal gesehen zu haben. Bei einer Gegenüberstellung wusste Dorothea sich gut zu wehren, sodass die Zeugin schließlich angab, möglicherweise doch nur einen Schatten gesehen zu haben. Dorotheas Verteidiger setzte sich kritisch mit allen Zeugenaussagen und deren Glaubwürdigkeit auseinander und kam zu der Erkenntnis, dass alle späteren Anschuldigungen Dorothea Beckers aus der ersten falschen Besagung durch Johann Fronen aus Saalhausen und dem daraus bei Kleinen und Großen, Frommen und Unfrommen erwachsenen Geschwätz und Geschrei oder sonst aus des Teufels Betrug und Phantasie entstanden sei. Er kam zu dem Schluss, dass sich die Beklagte nicht allein mit ihren Eiden gereinigt, sondern auch alle Indizien entkräftet seien. Dorothea Becker sei bereits tapfer, scharf und ernst genug ausgemartert worden, habe aber nichts von dem bekannt, dessen sie beschuldigt wurde und sich damit purgiert (gereinigt).
Dorothea hatte sich inzwischen an eine höhere Instanz, das Appellationsgericht in Arnsberg oder das Offizialat in Werl gewandt. Ende Januar 1593 erging endlich das Urteil in ihrer Angelegenheit, und sie kam im Februar 1593 wieder auf freien Fuß. 1595 setzte sich Kaspar von Fürstenberg bei der kurkölnischen Kanzlei dafür ein, dass Dorothea Becker ein ungefährdeter Aufenthalt in ihrem Heimatort erlaubt wurde.

## Weiteres Schicksal
Das Glück über die Freilassung Dorothea Beckers wurde schon bald getrübt durch Festnahme ihres Ehemannes Franz Abhardt im Januar 1597. Ihm wurde Untreue bei der Erhebung der Steuern im Amt Bilstein vorgeworfen. Mit Fürsprache Kaspars von Fürstenberg wurde bei dem in Arnsberg weilenden Kurfürsten Ernst von Bayern seine Freilassung erreicht, allerdings gegen Zahlung eines Bußgeldes von 3000 Gulden. Am 7. Februar 1597 setzte man Johann Landknecht, den Sohn seines Vorgängers, als Richter in Bilstein ein, was zum Zwist zwischen ihm und Franz Abhardt führte. Nach verschiedenen vergeblichen Versuchen Kaspars von Fürstenberg, die beiden auszusöhnen, gelang dies erst auf dem Sterbebett des Franz Abhardt. Derselbe starb am 5. Februar 1600. Dorothea Becker, seine Witwe, starb wahrscheinlich im Mai 1609 in Bilstein.